# Geflügeltes Johanniskraut
Das Geflügelte Johanniskraut (Hypericum tetrapterum), auch Flügel-Hartheu oder Flügel-Johanniskraut genannt, ist eine Pflanzenart aus der Gattung der Johanniskräuter (Hypericum) innerhalb der Familie der Johanniskrautgewächse (Hypericaceae).

## Beschreibung

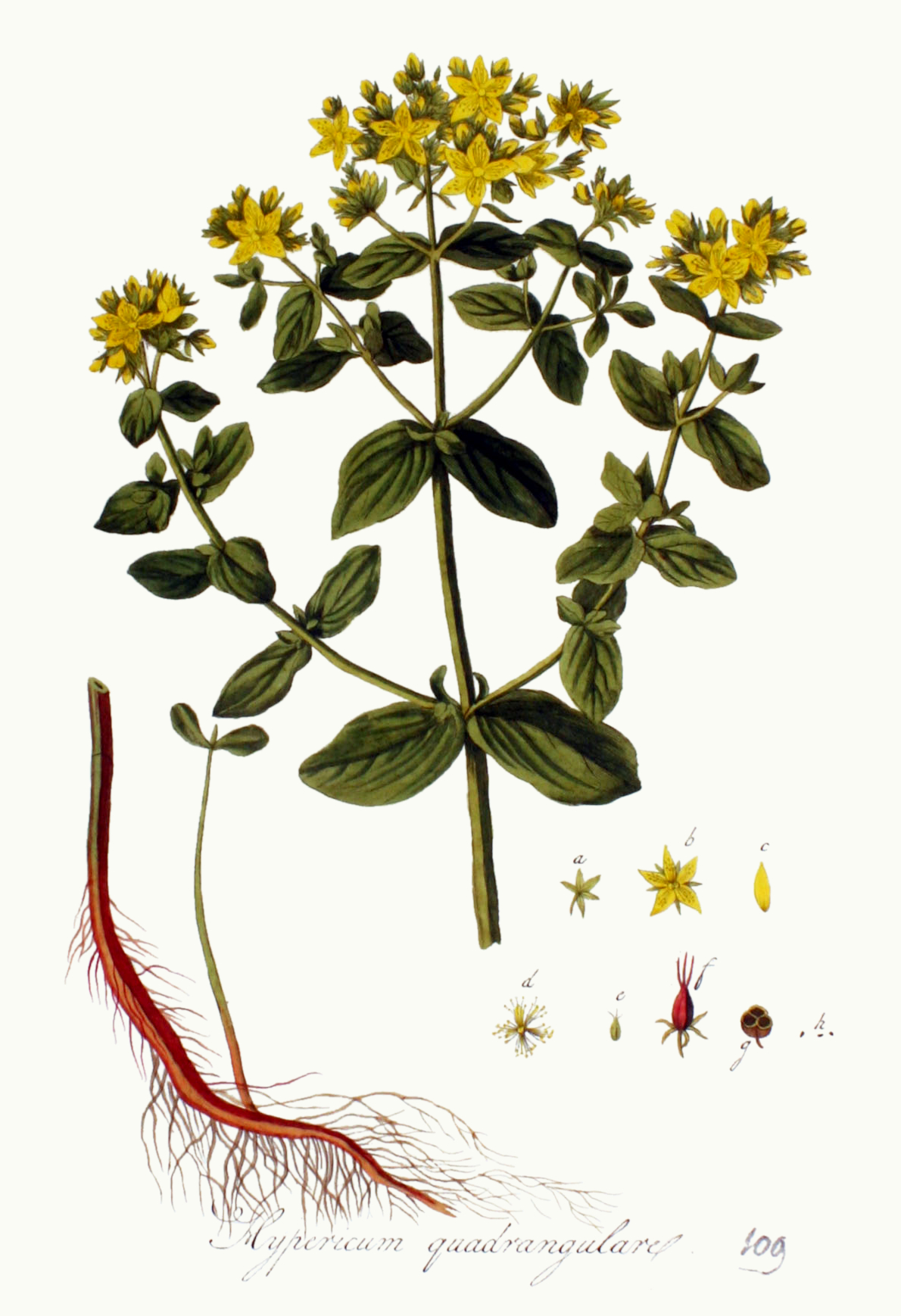
Illustration aus Flora Batava, Volume 2

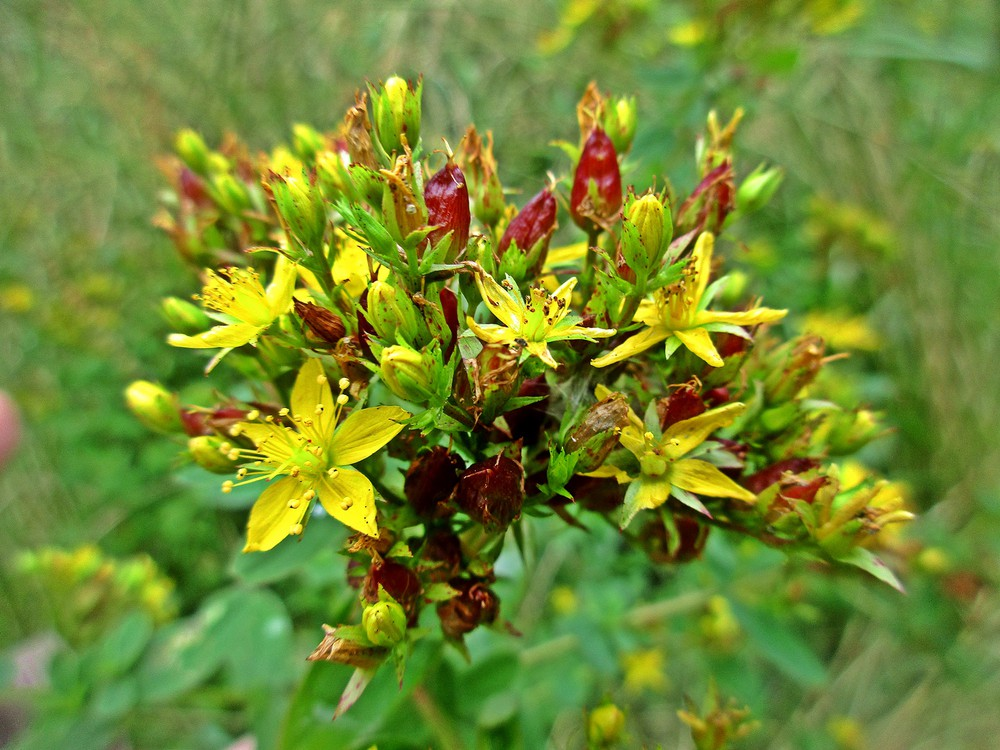
Blütenstand

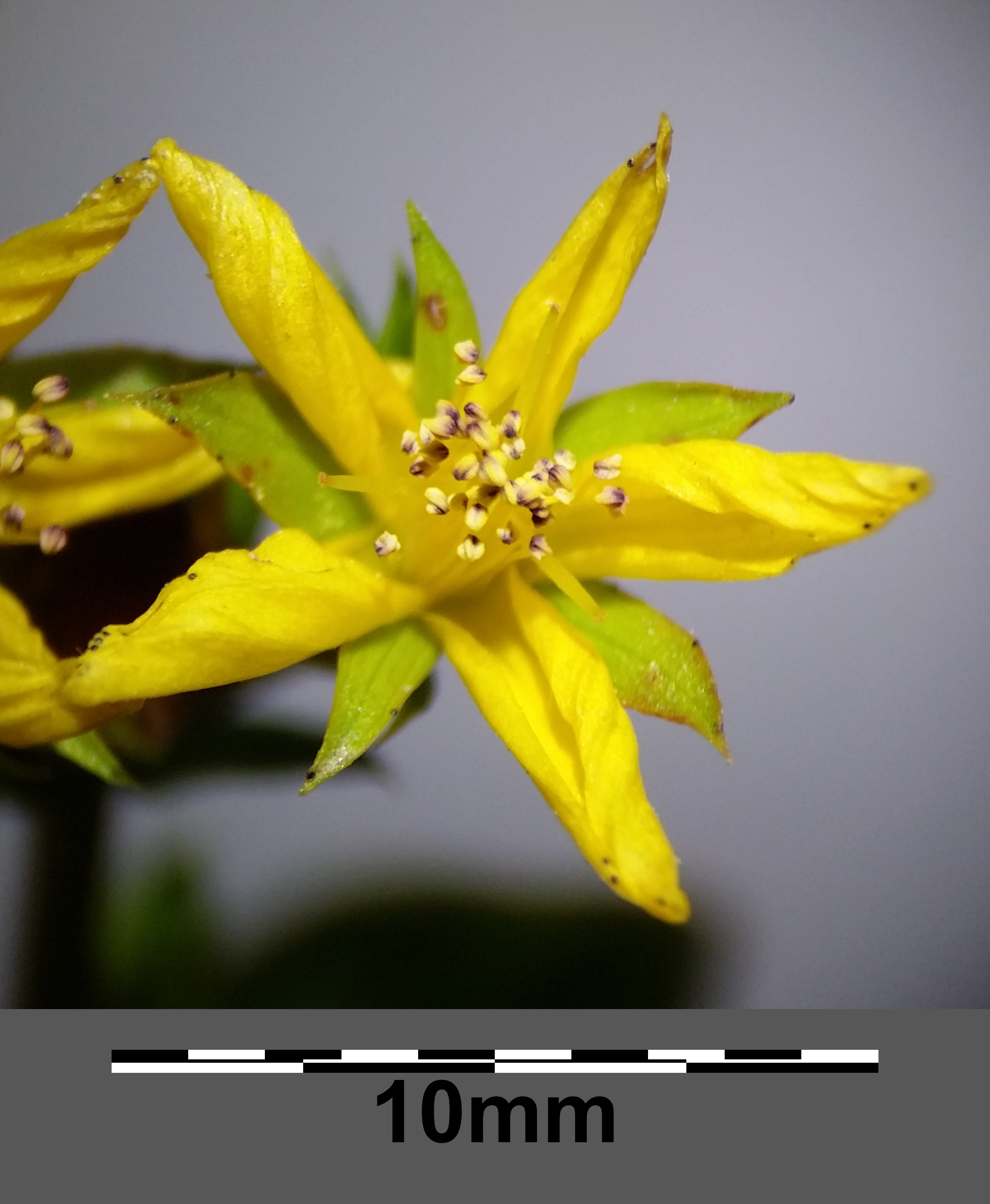
Blüte im Detail

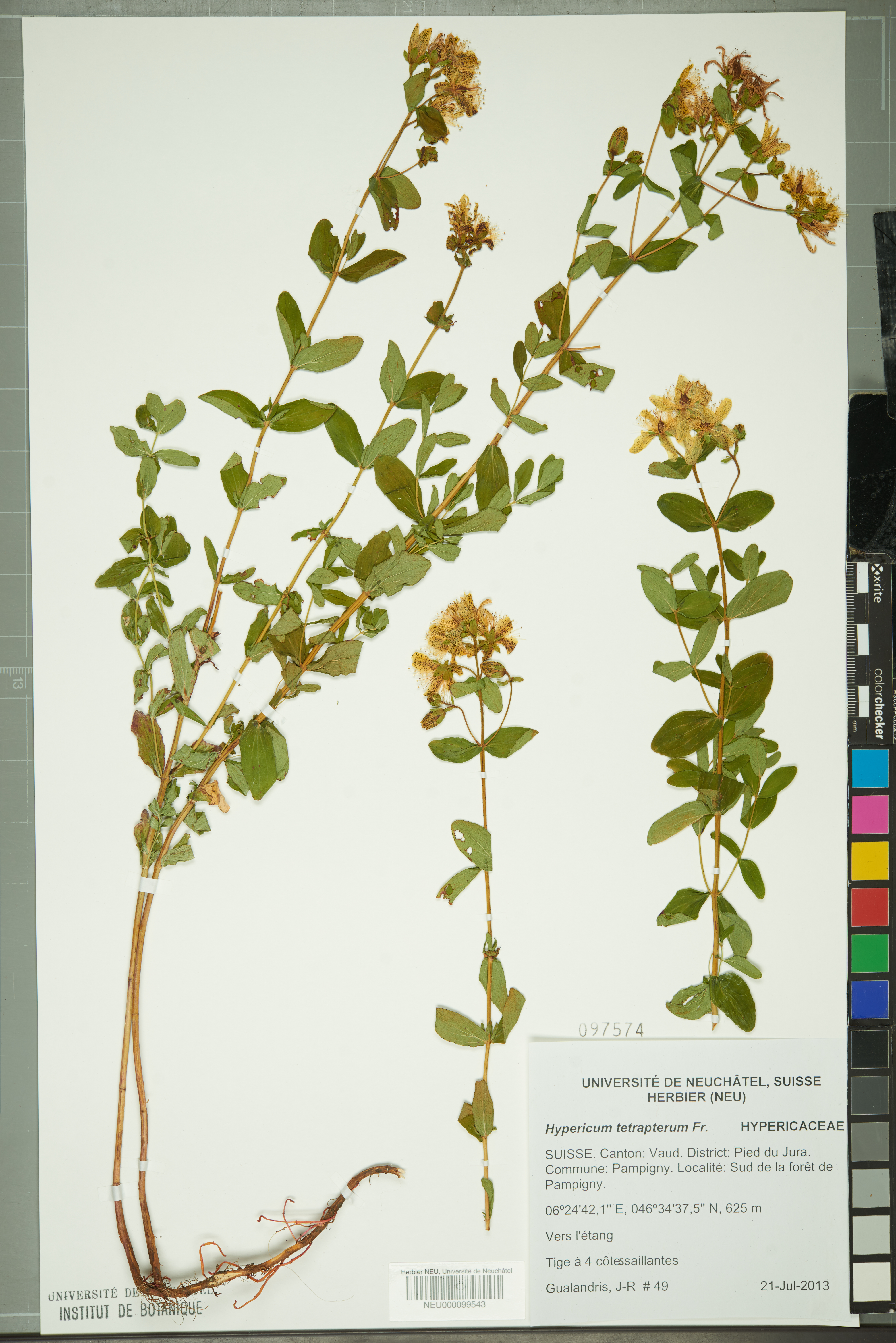
Herbarbeleg

### Vegetative Merkmale
Das Geflügelte Johanniskraut ist eine überwinternd grüne, ausdauernde krautige Pflanze, die Wuchshöhen von 30 bis 60, selten bis zu 80 Zentimetern erreicht. Der selbstständig aufrechte Stängel ist deutlich vierkantig und hohl. Es werden fadenförmige unterirdische Ausläufer gebildet.
Die gegenständig am Stängel angeordneten Laubblätter umfassen diesen etwa zur Hälfte. Die einfache Blattspreite ist bei einer Länge von 2 bis 4 Zentimetern elliptisch bis eiförmig. Die Blattspreiten sind dicht und fein durchscheinend punktiert und besitzen am Rand auch schwarze Drüsen.

### Generative Merkmale
Die Blütezeit liegt im Hochsommer von Juni bis September. In den oberen Blattachseln stehen trugdoldige Blütenstände.
Die zwittrigen Blüten sind, radiärsymmetrisch und in der Regel fünfzählig, allerdings kommen auch vierzählige Blüten vor, mit doppelter Blütenhülle. Die meist fünf, manchmal vier Kelchblätter sind bei einer Länge von bis zu 5 Millimetern lanzettlich mit spitzen oberen Enden. Die meist fünf, manchmal vier hellgelben Kronblätter sind nur 5 bis 8 Millimeter lang und haben am Rand nur wenige (keine bis vier Stück) schwarze punkt- oder strichförmige Drüsen. Es sind 30 bis 40 Staubblätter vorhanden.
Die spitze eiförmige Kapselfrucht ist etwa doppelt so lang wie der Kelch, besitzt schwarze Drüsen und enthält zahlreiche Samen. Die schwarzen Samen sind zylindrisch.
Die Chromosomengrundzahl beträgt x = 8, es liegt Diploidie mit einer Chromosomenzahl von 2n =16 vor.

## Unterschied zu anderen Johanniskraut-Arten
Im Unterschied zu anderen Johanniskraut-Arten hat der hohle Stängel vier schmale „Flügelleisten“ (Kanten); das Artepitheton tetrapterum bedeutet demgemäß vierflügelig (griechisch: τετρα- (tetra-) vier und πτερόν (pteron) Flügel) und erklärt das deutsche Adjektiv „geflügelt“. Die Blüten sind ähnlich dem Echten Johanniskraut, aber nur halb so groß. Man findet es an nassen nährstoffreichen Standorten wie Wiesengräben, Ufern und an Bächen.

## Ökologie
Beim Geflügelten Johanniskraut handelt es sich um einen Hemikryptophyten; es überwintert grün, wobei seine Überlebensknospen bedeckt von Laub bzw. Erde überdauern. Die vegetative Vermehrung erfolgt durch kurze fadenförmige, unterirdische Ausläufer. Das Geflügelte Johanniskraut tritt in kleineren bis größeren Gruppen auf. Die Stängelflügel dienen der Stabilisierung in Trockenzeiten. Die hohlen Stängel sichern die Sauerstoffversorgung des Wurzelbereichs.
Es erfolgt Selbst- oder Insektenbestäubung.
Die Ausbreitung der Samen erfolgt mit Hilfe des Windes und durch Schwimmausbreitung.

## Verwendung
Das Geflügelte Johanniskraut dient als Zierpflanze für Teichränder.

## Vorkommen
Das Geflügelte Johanniskraut ist in Zentraleuropa und in Westasien in flachen und mittleren Höhenlagen verbreitet.
Dabei reicht die Verbreitung im Norden bis Dänemark und Schweden, im Osten bis zur Ukraine, im Südosten bis Bulgarien und Griechenland und im Süden bis Italien und Spanien. Außerhalb Europas sind Funde in Algerien, im nördlichen Iran, Irak, Israel, Libanon, Syrien und der Türkei dokumentiert. In Australien ist es ein Neophyt.
Man findet das Geflügelte Johanniskraut auf nassen, sumpfigen, nährstoffreichen Böden wie Wiesengräben, Feuchtwiesen und an Ufern von Teichen und Bächen. Das Geflügelte Johanniskraut gedeiht am besten auf feuchten bis nassen, häufig überschwemmten Böden, die niemals stark sauer, sondern eher stickstoffreich sind. Es ist in Mitteleuropa eine Filipendulion-Verbandscharakterart, kommt aber auch im Convolvulo-Epilobietum hirsuti aus dem Verband Convolvulion sowie in Gesellschaften der Ordnungen Phragmitetalia, Agrostietalia oder der Klasse Epilobietea angustifolii vor.
In den Allgäuer Alpen steigt das Geflügelte Johanniskraut in Bayern beim Oberjoch bis zu einer Höhenlage von 1100 Metern auf. Im Kanton Wallis erreicht Hypericum tetrapterum bis zu einer Höhenlage von etwa 1300 Metern, auf der Iberischen Halbinsel wird sogar eine Höhenlage von 2400 Metern erreicht.
Entsprechend den ökologische Zeigerwerten nach Ellenberg wird das Geflügelte Johanniskraut als Halbschattenpflanze für mäßig warmes Seeklima angegeben.
Die ökologischen Zeigerwerte nach Landolt et al. 2010 sind in der Schweiz: Feuchtezahl F = 4w+ (sehr feucht aber stark wechselnd), Lichtzahl L = 3 (halbschattig), Reaktionszahl R = 3 (schwach sauer bis neutral), Temperaturzahl T = 4 (kollin), Nährstoffzahl N = 3 (mäßig nährstoffarm bis mäßig nährstoffreich), Kontinentalitätszahl K = 2 (subozeanisch).

## Systematik und Verbreitung
Die Erstveröffentlichung des korrekten Namens Hypericum tetrapterum als Art erfolgte 1828 durch Elias Magnus Fries in Novitiae Florae Suecicae S. 236. Synonyme für Hypericum tetrapterum Fr. non Lam. sind: Hypericum acutum Moench, Hypericum quadrangulum L.
Je nach Autor gibt es etwa drei Varietäten unterscheiden:
- Hypericum tetrapterum var. anagallifolium Boiss.: Sie kommt von der südlichen Türkei bis Israel vor.[11]
- Hypericum tetrapterum var. corsicum (Steud.) Boiss.: Sie kommt in Korsika vor.[11]
- Hypericum tetrapterum Fr. var. tetrapterum: Sie kommt von Europa bis zum Kaukasusraum und vom Mittelmeerraum bis zum Iran vor.[11]